# Charles Minlend
Charles Minlend, né en 1973, est un joueur de basket-ball, ayant la double nationalité : camerounais et canadien. Il évolue au poste d'ailier fort et mesure 1,95 m.

## Carrière

### Universitaire
- 1994-1997 :  Université de Saint John (NCAA)

### Club
- 1997-1998 : n'a pas joué
- 1998-1999 : 
  -  Poissy Chatou (Pro B)
  -  ASVEL Villeurbanne (Pro A)
- 1999-2000 :  Montpellier Paillade Basket (Pro A)
- 2000-2003 :  Maccabi Givat Shmuel (1er division)
- 2003-2004 :  KCC Egis
- 2004-2005 :  Daejeon Hyundai Gullivers
- 2005-2006 :  KCC Egis
- 2006-2007:   Changwon LG
- 2007-???? :  BK Tcherkassy Mavpy (1er division)

## Palmarès
- Finaliste du Championnat de France en 1999
- Champion du Championnat de Corée du Sud 2004
- MVP du All-Star Game et Meilleur joueur étranger du championnat de Corée du Sud 2004
- Demi-finaliste du Championnat de Corée du Sud 2007